# Ichneumon uncinatus
Ichneumon uncinatus là một loài tò vò trong họ Ichneumonidae.